# Płoskinia (gmina)
Płoskinia est une gmina rurale du powiat de Braniewo, Varmie-Mazurie, dans le nord de la Pologne. Son siège est le village de Płoskinia, qui se situe environ 15 km au sud-est de Braniewo et 66 km au nord-ouest de la capitale régionale Olsztyn.
La gmina couvre une superficie de 172,05 km2 pour une population de 2 707 habitants.

## Géographie
La gmina inclut les villages de Bliżewo, Chruściel, Czosnowo, Dąbrowa, Demity, Długobór, Długobór-Osada, Giedyle, Jarzębiec, Łojewo, Łozy, Lubnowo, Pielgrzymowo, Pierławki, Pierzchały, Piórkowo, Płoskinia, Płoskinia-Kolonia, Podlechy, Robuzy, Strubno, Stygajny, Szalmia, Tolkowiec, Trąbki et Wysoka Braniewska.
La gmina borde les gminy de Braniewo, Frombork, Młynary, Orneta, Pieniężno et Wilczęta.
Elle est également frontalière de la Russie (oblast de Kaliningrad)